# 丹後神社
丹後神社（たんごじんじゃ）は、埼玉県三郷市に在る神社である。旧社格は村社。

## 概要
正式名称は丹後稲荷神社。境内の石碑には、「万葉 遺跡 葛飾早稲 発祥地」と、『万葉集』の「にほどりの葛飾早稲をにへすとも その愛しきを外に立てめやも」が彫られている。

## 祭神
宇迦之御魂之命
三囲神社の祭神も、宇迦御魂之命である。

## 由緒
江戸時代中期の天明6年（1786年）3月に創建された。丹後神社の名前の由来は丹後村という地名である。
丹後村は、明治22年（1889年）に早稲田村となり、現在は三郷市早稲田8丁目となっている。

## 灯籠

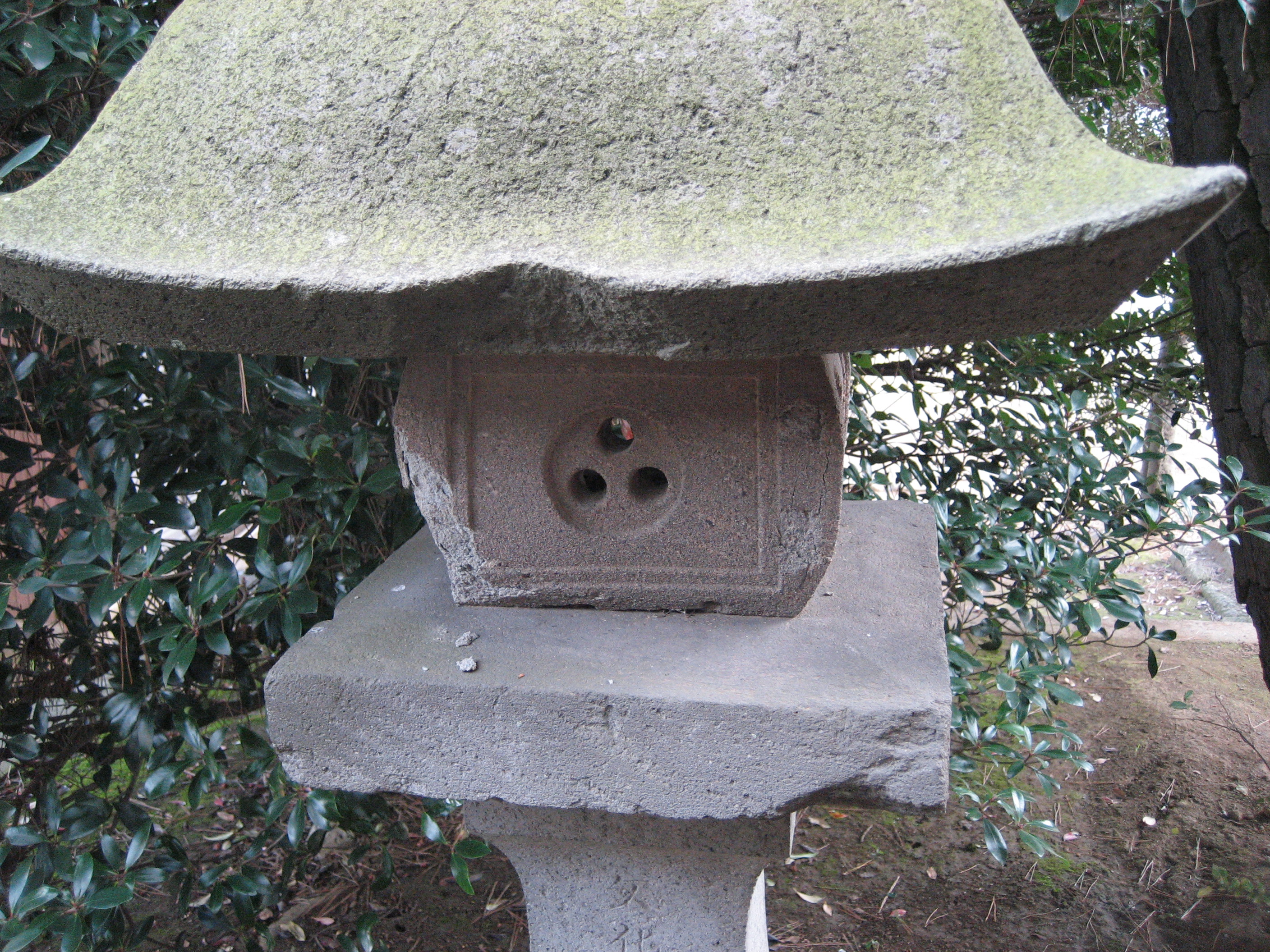
丹後神社の三つ穴灯篭∴

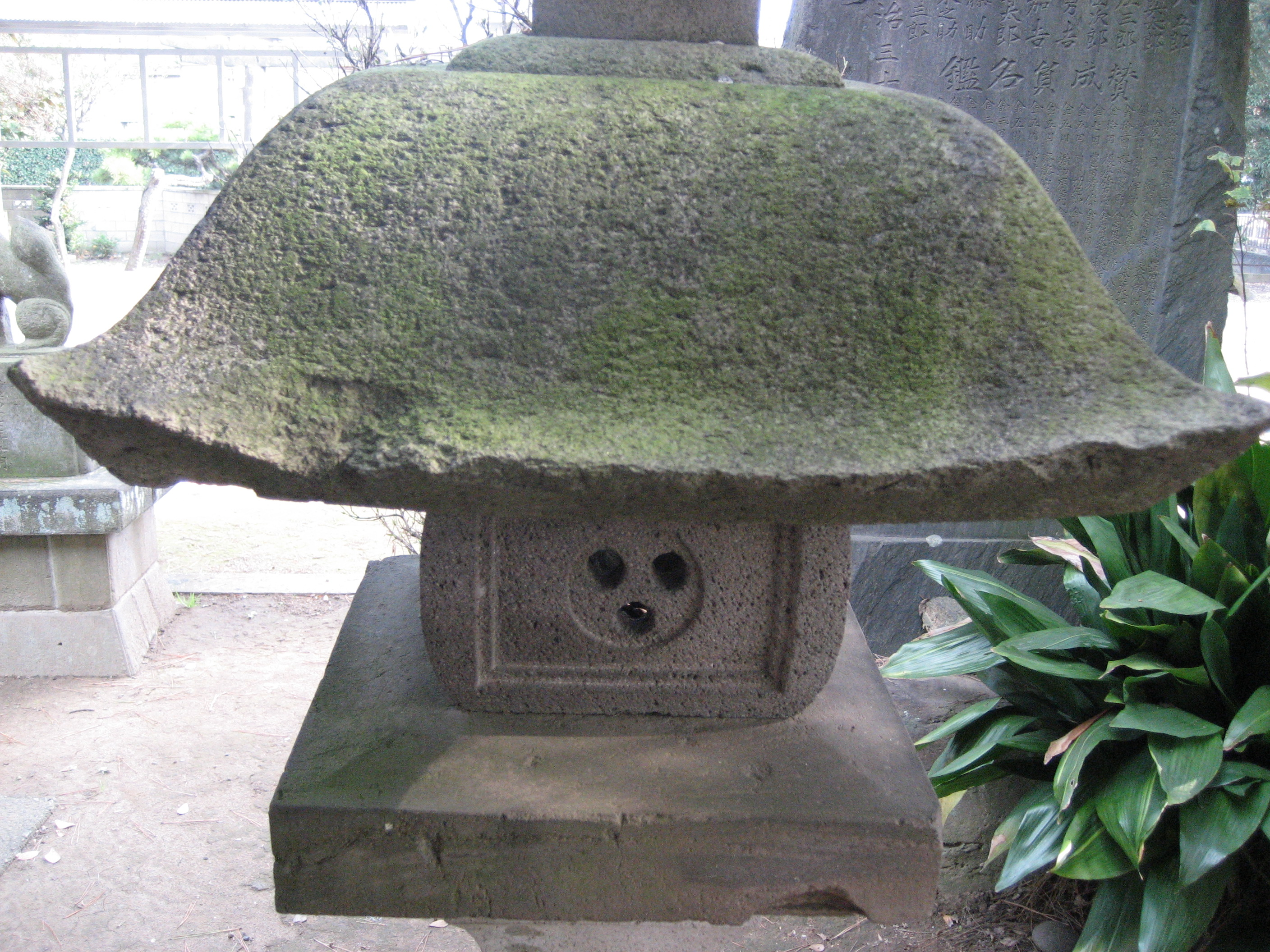
丹後神社の三つ穴灯篭∵

境内の灯籠には3つの穴が開いている墨田区向島の三囲神社の灯籠に似ているが、当神社の場合、左右1対の灯籠の穴が「∴」と「∵」のように逆向きになっている。奉納は文化 (元号)15年と灯篭に刻まれている。

## 交通
武蔵野線三郷駅から北へ約1.5km。